# Église Saint-Bonnet de Chastreix
Pour les articles homonymes, voir Église Saint-Bonnet.
L'église Saint-Bonnet est une église catholique située à Chastreix, en France.

## Localisation
L'église est située dans le département français du Puy-de-Dôme, au centre du village de Chastreix.

## Historique
L'église a été bâtie au début du XIVe siècle. Un porche lui a été adjoint au siècle suivant. De ce fait, l'église a deux portails, un à l'ouest et l'autre sous le porche, au sud.
L'édifice est classé au titre des monuments historiques le 7 février 1907.

## Architecture
Comme pour nombre d'églises chrétiennes, l'édifice est orienté est-ouest.
Hormis au sud un vaste porche au-dessus duquel s'élève le clocher-flèche, l'église est de forme rectangulaire correspondant à la nef, longue de quatre travées, la plus orientale faisant office de chœur. Au nord-ouest, à l'extérieur du porche et contre la nef a été bâtie une tourelle d'escalier permettant d'accéder au clocher.

## Mobilier
Plusieurs objets de l'église sont classés au titre des monuments historiques : une cloche datée de 1561, une cuve baptismale du XVIe siècle, un reliquaire du XVIIe siècle, ainsi que le retable de la Vierge, également du XVIIe siècle et restauré en 1815.
Une statue en bois d'une vierge en majesté qui faisait également partie du mobilier « monument historique » de l'église a été volée en 1983.

## Galerie de photos

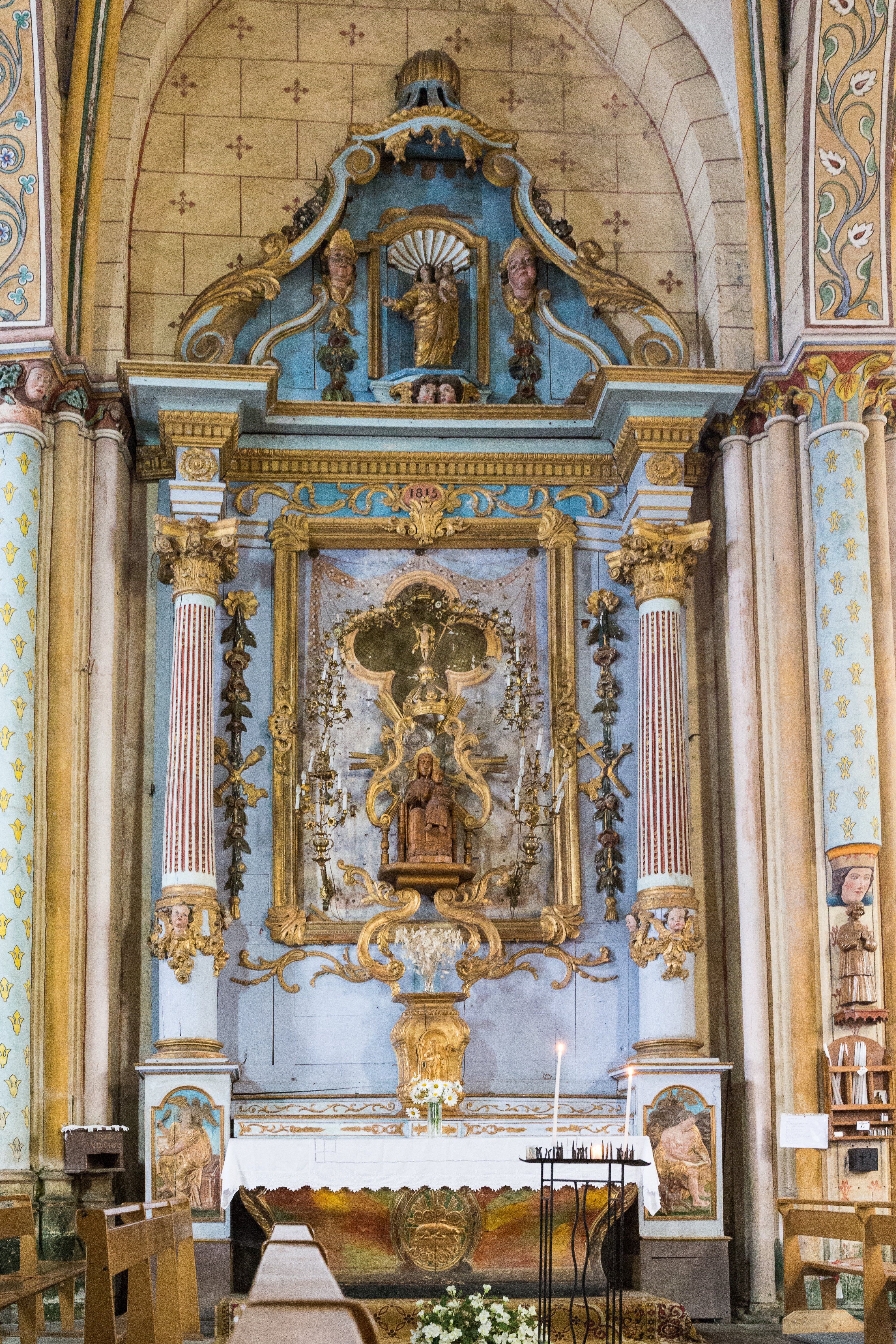
Le retable de la Vierge.
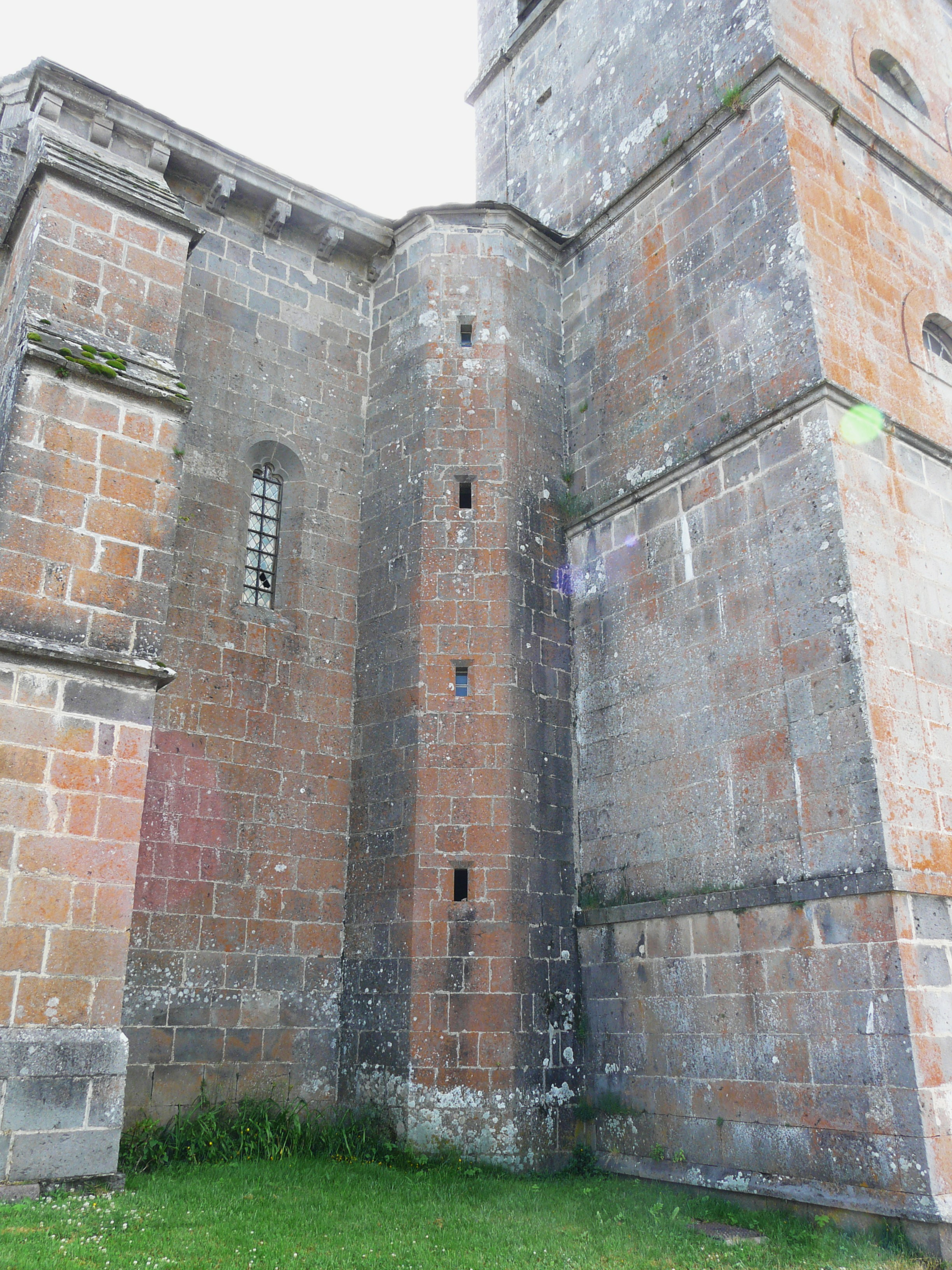
La tourelle d'escalier.
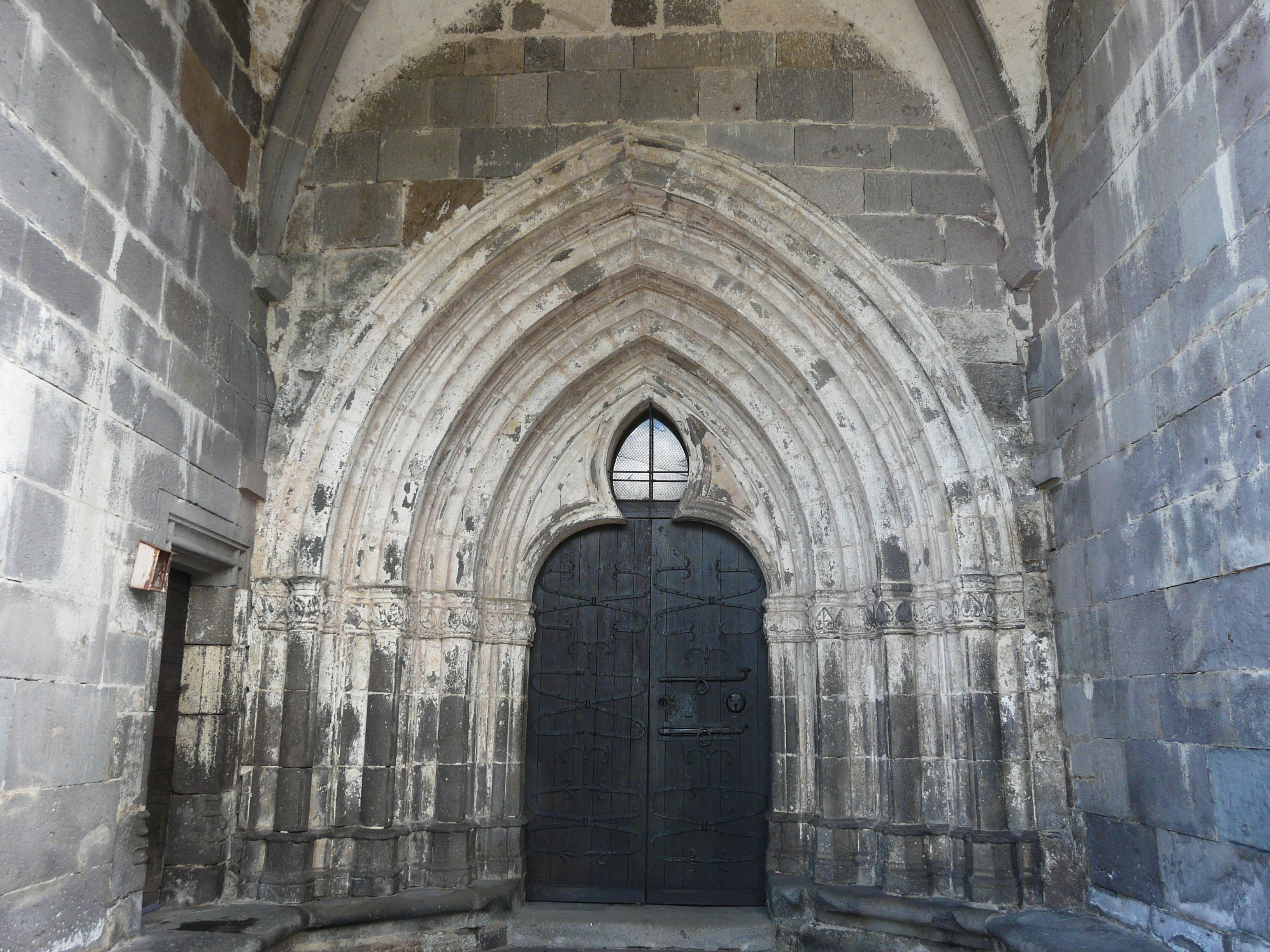
Le portail sud.
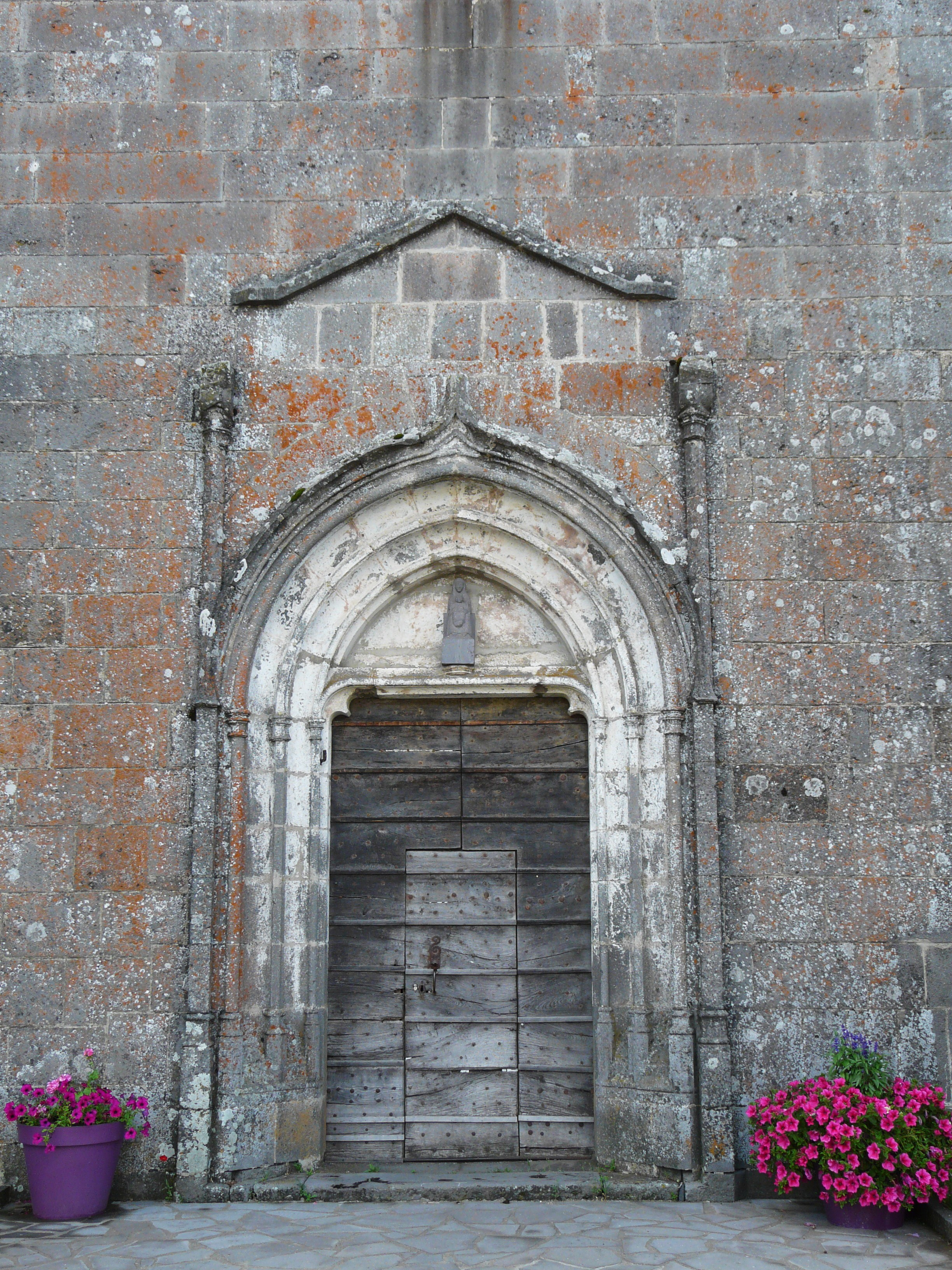
Le portail ouest.
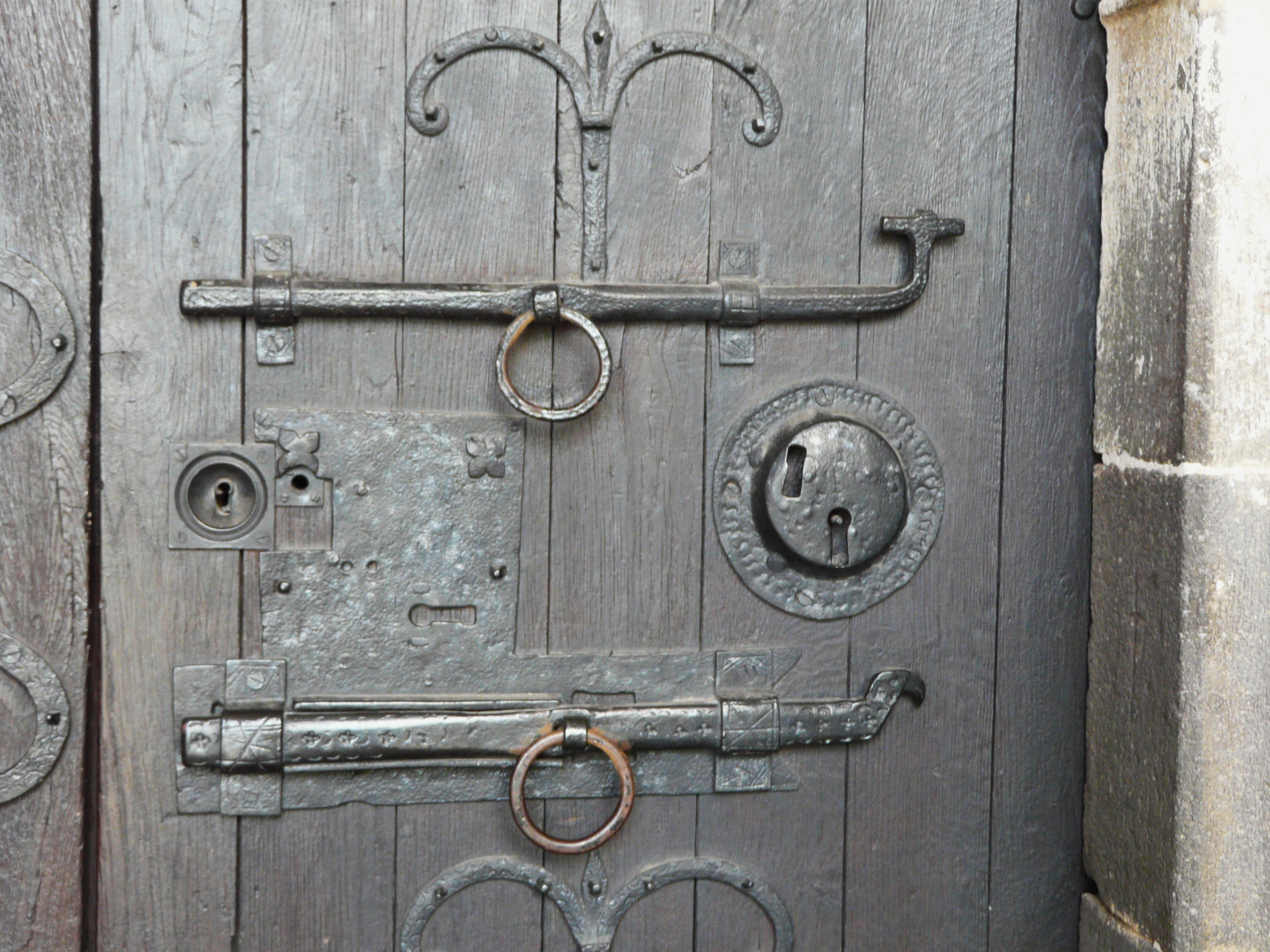
Les serrures du portail sud.